# Nombre de Dios, Mexiko
Nombre de Dios är en kommunhuvudort i Mexiko.   Den ligger i kommunen Nombre de Dios och delstaten Durango, i den centrala delen av landet, 700 km nordväst om huvudstaden Mexico City. Nombre de Dios ligger 1 731 meter över havet och antalet invånare är 4 556.
Terrängen runt Nombre de Dios är kuperad åt sydväst, men åt nordost är den platt. Nombre de Dios ligger nere i en dal. Runt Nombre de Dios är det glesbefolkat, med 16 invånare per kvadratkilometer. Nombre de Dios är det största samhället i trakten. Omgivningarna runt Nombre de Dios är i huvudsak ett öppet busklandskap.